# District de Qinbei
Le district de Qinbei (钦北区 ; pinyin : Qīnběi Qū) est une subdivision administrative de la région autonome du Guangxi en Chine. Il est placé sous la juridiction de la ville-préfecture de Qinzhou.La population du district était de 749 000 habitants en 2010.